# 山口俊郎 (実業家)
山口 俊郎（やまぐち としろう、1946年（昭和21年）5月21日 - ）は、日本の実業家。第5代セブン-イレブン・ジャパン代表取締役社長や、日本フランチャイズチェーン協会副会長を務める。

## 人物・経歴
鹿児島県出身。1970年中央大学商学部卒業、東京精密入社。1977年ヨークセブン（現セブン-イレブン・ジャパン）入社。1985年オペレーション本部ゾーンマネジャー。1990年取締役に昇格。2002年から代表取締役社長を務めた。2005年日本フランチャイズチェーン協会副会長。2009年セブン-イレブン・ジャパン顧問。